# Захаров, Александр Викторович (футболист)
Алекса́ндр Ви́кторович Заха́ров (род. 11 августа 1969, Курск) — советский и российский футболист, полузащитник. Мастер спорта.

## Карьера
Начинал футбольную карьеру в клубе второй лиги «Искра» Смоленск. В 1990 году был приглашён в клуб высшей лиги «Динамо» Москва. Дебютировал 11 июля 1990 года в матче 14-го тура против «Памира». Всего в том сезоне провёл 4 матча, а клуб стал бронзовым призёром первенства.
В 1991 году в первой части чемпионата сыграл 17 матчей и в августе ушёл в днепропетровский «Днепр», в котором выступал оставшуюся часть чемпионата. Далее продолжил выступать за клуб в чемпионате Украины. Всего за «Днепр» сыграл 122 матча, забив 9 мячей.
В 1996 году перешёл в «Кривбасс», но проведя всего 2 матча уехал в Израиль. В чемпионате выступал за «Хапоэль» Беэр-Шева, сыграл 4 матча и в 1997 году вернулся в Днепропетровск. За «Днепр» провёл несколько матчей и в 1999 году стал игроком смоленского «Кристалла». Однако в Смоленске долго не задержался и переехал в Белоруссию, где выступал за «Торпедо-МАЗ» и «Сталь» Днепродзержинск.
Завершил карьеру в 2002 году в клубе «Торпедо» Запорожье.